# Cam Dolan

a Compétitions nationales et continentales officielles uniquement.

b Matchs officiels uniquement.
Dernière mise à jour le 15 avril 2020.
Cameron Alexander Dolan dit « Cam Dolan », né le 7 mars 1990 à Fort Myers (État de Floride, États-Unis), est un joueur international américain de rugby à XV évoluant au poste de troisième ligne centre, de troisième ligne aile, ou de deuxième ligne aux Gold de la Nouvelle-Orléans en Major League Rugby.

## Biographie
Il a obtenu sa première cape internationale le 19 juin 2013 à l'occasion d'un match contre l'équipe des Fidji à Nagoya (Japon).

## Statistiques en équipe nationale
En Coupe du monde :
- 2015 : 4 sélections (Samoa, Écosse, Afrique du Sud, Japon)